# Narodowe Muzeum Politechniczne
Narodowe Muzeum Politechniczne (bułg. Nacionalen politechniczeski muzej) – muzeum założone w 1957 roku w Sofii gromadzące eksponaty związane z rozwojem nauki i techniki w Bułgarii. Ma dwa oddziały: w Sliwenie i Kokalane.

## Historia
Muzeum Politechniczne powstało 13 maja 1957 roku na podstawie rozporządzenia nr 486 Rady Ministrów Bułgarii. Początkowo podlegało Bułgarskiej Akademii Nauk, a potem Ministerstwu Edukacji i Kultury. Od 1968 roku ma status muzeum narodowego.

## Budynek
Do 1992 roku muzeum korzystało z warsztatów i hal w Domu Technologicznym. W 1992 roku przeniosło się do budynku z 1972 roku, który był wykorzystywany jako budynek administracyjny Muzeum Georgi Dimitrowa. W 2013 roku został on zmodernizowany: wymieniono stolarkę, odnowiono elewację, wykonano podjazdy dla osób niepełnosprawnych.

## Zbiory
W muzeum zgromadzono 22 000 eksponatów takich jak: zegary, samochody, telewizory, komputery, urządzenia pomiarowe, sprzęt gospodarstwa domowego, maszyny do szycia i inne. Muzeum gromadzi również eksponaty związane z życiem i działalnością wybitnych bułgarskich naukowców. W archiwum gromadzi dokumenty, zbiory wideo, filmy, zdjęcia itp. W bibliotece zgromadzono ponad 12 000 książek i czasopism oraz innych dokumentów. Na stałej wystawie zajmującej 1000 m² powierzchni pokazano tylko około 1000 eksponatów. Muzeum wypożycza kolekcje i pojedyncze eksponaty do innych muzeów. Były one pokazywane w budynku poczty głównej w ramach wystawy o historii bułgarskiej komunikacji, na Wydziale dziennikarstwa i obserwatorium astronomicznym Uniwersytetu Sofijskiego.

## Oddziały
Muzeum ma dwie filie:
- Muzeum Przemysłu Włókienniczego w Sliwenie – powstało w 1984 roku w zabytkowym budynku z 1906 roku. Na dwóch piętrach o powierzchni 550 m² umieszczono eksponaty, które pokazują rozwój tkactwa od neolitu do lat 70. XX wieku[1].
- Elektrownia wodna Pancharevo we wsi Kokalane. Została otwarta w 1900 roku i działała do lat 80. XX wieku. W 1986 roku została wpisana do rejestru zabytków[4].